# Anton Polenec
Anton Polenec, slovenski zoolog, * 7. oktober 1910, Puštal, † 30. oktober 2000, Kranj.

## Življenjepis
Rodil se je očetu Antonu st. in materi Ivani (rojena Homan). Leta 1934 je diplomiral na Filozofski fakulteti in leta 1957 doktoriral iz ekologije pajkov na takratni Prirodoslovno-matematično-filozofski fakulteti v Ljubljani.
Dve leti po diplomi je postal honorarni učitelj in poučeval na različnih šolah do izbruha druge svetovne vojne. V začetku vojne je odšel na fronto, a se je po propadu jugoslovanske vojske vrnil v Kranj, kjer so ga Nemci najprej zaprli, nato pa zaposlili kot uradnika. Na pobudo vodje urada je bil premeščen v Špital ob Dravi kot pomožni gimnazijski učitelj. Tam se je včlanil v zahodnokoroški odred četrte operativne cone NOV in sodeloval pri oskrbi čet; po pobegu domov leta 1944 pa je bil poklican v partizane. Takoj po vojni se je zaposlil kot profesor na kranjski gimnaziji in bil še istega leta imenovan za asistenta na Medicinski fakulteti v Ljubljani. Med letoma 1949 in 1955 je bil profesor na takratni Višji pedagoški šoli v Ljubljani (danes Pedagoška fakulteta), kasneje pa še izredni profesor zoologije na Biotehniški fakulteti v Ljubljani. Od leta 1955 do svoje upokojitve leta 1980 je deloval tudi kot ravnatelj Prirodoslovnega muzeja Slovenije.

## Znanstveno delo
Kot študenta ga je zanimala predvsem antropologija, nato pa se je preusmeril v favnistiko pajkov in se na predlog prof. Hadžija na tem področju izpopolnjeval v Nemčiji. Pričel je s sistematičnim raziskovanjem favne pajkov Slovenije, čemur je posvetil preostanek svoje kariere. Raziskoval je predvsem sistematiko in ekologijo pajkov Loške doline ter opisal več novih vrst. Strokovne prispevke je objavljal predvsem v Loških razgledih in Biološkem vestniku.
Obsežen je tudi njegov prispevek na področju promocije znanosti; v Prirodoslovnem muzeju Slovenije je pripravil več razstav in napisal ter prevedel več poljudnoznanstvenih del za širšo javnost, med njimi Razvoj živega sveta (1947, kot soavtor), Iz življenja žuželk (1950), Iz življenja pajkov (1952) in Živi svet (1983).

## Priznanja
Za poljudna dela je dvakrat prejel Levstikovo nagrado Mladinske knjige (v letih 1950 in 1952), za muzejske razstave pa leta 1975 Valvasorjevo nagrado za življenjsko delo Slovenskega muzejskega društva. Na 80. rojstni dan, leta 1991 je postal častni občan Občine Škofja Loka.
Po njem je poimenovan rod pajkov Polenecia.